# Миколаївське обласне об'єднання товариства «Просвіта»
Громадська організація «Українське товариство „Просвіта“ Миколаївщини» — українська громадська організація культурно-просвітницького спрямування в Миколаєві.

## Історія
Миколаївське українське товариство «Просвіта» мало свого попередника — «Інгульську громаду», таємно засновану 1880 року. Вона засвідчила пробудження національної свідомості зрусифікованого Північного Причорномор'я та залишила помітний слід в українському духовному житті цього регіону.
Успіх, організованих на початку ХХ століття видатним істориком, етнографом, композитором Миколою Миколайовичом Аркасом-старшим лекцій, концертів бандуристів і кобзарів, зокрема, концерту бандуриста Терешка Пархоменка восени 1906 року, засвідчили необхідність створення у Миколаєві культурно-просвітницького об'єднання. Тому на початку 1907 року група миколаївських ентузіастів на чолі з Миколою Аркасом вирішила створити товариство «Просвіта», схваливши підготовлений миколаївським педагогом і художником Юхимом Маковським статут, у якому було вказано мету її діяльності: «допомогти розвиткові української культури і просвіті українського народу його рідною мовою».
Товариство було зареєстроване 16 лютого 1907. Урочисте відкриття відбулося 25 лютого 1907 року за сприяння миколаївського градоначальника, контр-адмірала Василя Максимовича Зацаренного. На зборах, які відбулись цього ж дня з-поміж 150 присутніх головою обрали Миколу Миколайовича Аркаса. До ради товариства увійшли: А. В. Крижанівський (товариш (заступник) голови), Ю. Т. Литвин (писар), І. І. Скляр (скарбник), С. І. Гайдученко, Ю. М. Маковський. Кандидатами в члени правління обрані: П. В. Дюмін, О. І. Кремнєв, М. П. Местаргазі, М. П. Овчаренко. До ревізійної комісії увійшли Ю. М. Маковський, П. А. Скляр, П. Г. Каракаєва.
Були затверджені статути: самого товариства, товариства шкільної освіти, хорового гуртка, педагогічної школи, а також визначено склад товариства «Просвіта» на 1907 рік.
1908 товаришем голови обрано Ю. Маковського, скарбником — В. Дейнеку. Активними членами товариства також були: П. Андріященко, П. Біляновський, Д. Іваненко, П. Каракаєв, Л. Ківшик, Г. Литвиненко, І. Лобко, Г. Манілов, Г. Науменко, І. Сопенко, К. Черниш. Наприкінці 1907 року товариство нараховувало близько 180 членів. Культурно-освітню діяльність поширило на Вознесенськ, Олешки, Херсон. У різний час товариство очолювали: О. Аркас, В. Дейнека, М. Василенко, М. Загоруйченко, О. Савченко-Осмоловський, Б. Брояківський, М. Лагута, О. Зима, К. Христаченко. У складі товариства працювало 4 відділи: літературно-науковий (очолював Микола Аркас), артистично-музичний (Б. Кузнецов), книгарні і книгозбірні (П. Андріященко), господарський (П. Дюмін, М. Заполенко, С. Ген).
Миколаївська «Просвіта» організовувала літературно-музичні вечори, відзначала Шевченківські роковини, здійснювала постановку вистав, лекційну діяльність. Лекції присвячувались історії України, відомим культурним діячам — Івану Котляревському, Марії Заньковецькій, Петру Ніщинському, Івану Карпенку-Карому, Богдану Хмельницькому. Щорічними були концерти-звіти. 1908 музично-драматична секція товариства здійснювала постановку вистав у Херсоні. Зібрані кошти пішли на спорудження пам'ятника Тарасу Шевченку. Крім того, до 1914 з чистого прибутку від кожного вечора, влаштованого «Просвітою», вирішено 5 % відраховувати на будівництво пам'ятника Тарасу Шевченку в Києві.
1908 рада товариства звернулась до члена Державної думи Російської імперії Івана Лучицького з проханням домогтися відкриття курсів українознавства в учительських і духовних семінаріях, чоловічих гімназіях і університетах. З проханням вирішити проблему українізації школи Микола Аркас на з'їзді представників учительської спілки звертався до Петербурзької української громади, про утворення в українських університетах кафедри українознавства та шкіл з українською мовою викладання — до Всеслов'янського студентського з'їзду в Празі (нині столиця Чехії). На кошти Миколи Аркаса у селах Богданівка і Христофорівка працювали 4-річні школи з українською мовою викладання. Було засновано стипендії Тараса Шевченка і ради товариства, призначені учням механіко-технічного, залізничного, реального училищ, чоловічої класичної гімназії, акушерсько-фельдшерської школи. Деяким учням залізничного училища товариство оплачувало проживання. «Просвітою» членам товариства виділено кошти на утворення фонду позичково-допоміжної каси.
Місцева влада всіляко обмежували діяльність товариства. Сценарії програм цензурувалися, літературно-музичні вечори, народні гуляння проводилися з дозволу міського голови. Проте «Просвіта» діяла досить активно. 1910 відбулося 16 літературно-музичних вечорів, поставлено 65 п'єс, 1911 — 18 вечорів, 50 п'єс.
У роки Першої світової війни товариство надавало пожертви військовим госпіталям та діючій армії, спонсорувало Тетянинський комітет допомоги зруйнованим війною територіям. 1916 проведено 20 концертів та вистав у міських госпіталях.
1917 діяльність товариства активізувалась серед сільського населення. Засновано організації у селищах Сухий Єланець, Снігурівка, Лиса Гора, Новогригорівка, Євгенівка, Софіївка, Мар'ївка. Впорядковувалися народні читальні, утворювалися співочі гуртки. Найбільше уваги товариство приділяло поширенню книжок, розвитку бібліотеки, хорового співу.
Товариство брало участь у заходах політичного спрямування, організовувало мітинги, маніфестації. Члени Миколаївської «Просвіти» висловили підтримку Українській Центральній Раді. Рада організації зверталася до Херсонського повітового земства щодо українізації Миколаївського вчительського інституту. Питання українізації захищав у міській думі викладач інституту, член ради «Просвіти» М. Лагута.
Представники Висунської, Широківської, Березнегуватської, Новобузької «Просвіт» зверталися до ради миколаївської організації з проханням об'єднати їхню роботу. На з'їзді «Просвіти» Миколаївської округи 8—11 вересня 1917 представники 20 організацій утворили Спілку український культурно-просвітніх товариств Миколаївської округи та прийняли її статут. У раду спілки обрали по одному представникові від кожного товариства і 3 представники від Миколаївської «Просвіти». Головою спілки обрали голову ради Миколаївської «Просвіти» Б. Брояківського.
1918—19 «Просвіта» поставила 72 вистави, прочитала 63 доброчинні лекції. Товариство мало єдину в Миколаєві українську бібліотеку, що налічувала до 1 тис. книг. Літературою користувались учні шкіл, робітники миколаївських закладів.
13 червня 1920 Миколаївська «Просвіта» на загальних зборах прийняла «радянський» зразковий статут, що передбачав її функціонування «на соціалістичних засадах». Товариство брало участь у відкритті клубів, дитячих садків, музеїв, організовувало народні хори, влаштовувало виставки картин, літератури, проводило вечори. 1920 разом із спілкою споживчих товариств «Просвіта» виступила організатором кооперативного товариства «Кооперативна українська книгарня», але в лютому 1921 всі документи і справи новоутвореної організації перейшли у власність губкооператвідділу на правах видавничого підвідділу.
Останні документи «Просвіти» датовані березнем 1924, коли за участі інших культурно-освітніх установ проведено вечір пам'яті в день 63-х роковин смерті Тараса Шевченка.

## Сучасність
Наступником Миколаївського українського товариства «Просвіта» стало створене у 1989 році Миколаївське обласне товариство української мови імені Тараса Шевченка, яке у грудні 1992 року було перейменоване на Миколаївську обласну (з червня 1993 року — крайову) організацію Всеукраїнського товариства «Просвіта» імені Тараса Шевченка. Метою цієї громадської просвітницької організації є утвердження української мови як єдиної державної мови в усіх ділянках суспільного життя, національно-державне відродження і розвиток української мови і культури, духовності, моралі, формування національної та державницької свідомості українців, почуття українського патріотизму, поширення знань серед населення.